# Új-Zéland az 1998. évi téli olimpiai játékokon
Új-Zéland a japán Naganóban megrendezett 1998. évi téli olimpiai játékok egyik részt vevő nemzete volt. Az országot az olimpián 6 sportágban 8 sportoló képviselte, akik érmet nem szereztek.

## Alpesisí
Női
| Versenyző       | Versenyszám | 1. futam      | 1. futam      | 2. futam | 2. futam | Összesítés | Összesítés |
| Versenyző       | Versenyszám | Idő           | Hely.         | Idő      | Hely.    | Idő        | Helyezés   |
| --------------- | ----------- | ------------- | ------------- | -------- | -------- | ---------- | ---------- |
| Claudia Riegler | Műlesiklás  | nem ért célba | nem ért célba | kiesett  | kiesett  | kiesett    | kiesett    |

## Bob
| Versenyző                 | Versenyszám | 1. futam | 1. futam | 2. futam | 2. futam | 3. futam | 3. futam | 4. futam | 4. futam | Összesítés | Összesítés |
| Versenyző                 | Versenyszám | Idő      | Hely.    | Idő      | Hely.    | Idő      | Hely.    | Idő      | Hely.    | Idő        | Helyezés   |
| ------------------------- | ----------- | -------- | -------- | -------- | -------- | -------- | -------- | -------- | -------- | ---------- | ---------- |
| Alan Henderson Angus Ross | Kettes      | 56,29    | 27.      | 56,28    | 29.      | 56,12    | 28.      | 55,97    | 28.      | 3:44,66    | 28.        |

## Gyorskorcsolya
Férfi
| Versenyző        | Versenyszám | Eredmény | Helyezés |
| ---------------- | ----------- | -------- | -------- |
| Andrew Nicholson | 1000 m      | 1:13,86  | 35.      |
| Andrew Nicholson | 1500 m      | 1:55,06  | 40.      |

## Síakrobatika
Mogul
| Versenyző      | Versenyszám | Selejtező     | Selejtező     | Döntő   | Döntő    |
| Versenyző      | Versenyszám | Pont          | Helyezés      | Pont    | Helyezés |
| -------------- | ----------- | ------------- | ------------- | ------- | -------- |
| Richard Ussher | Férfi       | 20,75         | 25.           | kiesett | kiesett  |
| Kylie Gill     | Női         | nem ért célba | nem ért célba | kiesett | kiesett  |

## Snowboard
Giant slalom
| Versenyző   | Versenyszám | 1. futam      | 1. futam      | 2. futam | 2. futam | Összesítés | Összesítés |
| Versenyző   | Versenyszám | Idő           | Hely.         | Idő      | Hely.    | Idő        | Helyezés   |
| ----------- | ----------- | ------------- | ------------- | -------- | -------- | ---------- | ---------- |
| Pamela Bell | Női         | nem ért célba | nem ért célba | kiesett  | kiesett  | kiesett    | kiesett    |

## Szánkó
| Versenyző  | Versenyszám | 1. futam | 1. futam | 2. futam | 2. futam | 3. futam | 3. futam | 4. futam | 4. futam | Összesítés | Összesítés |
| Versenyző  | Versenyszám | Idő      | Hely.    | Idő      | Hely.    | Idő      | Hely.    | Idő      | Hely.    | Idő        | Helyezés   |
| ---------- | ----------- | -------- | -------- | -------- | -------- | -------- | -------- | -------- | -------- | ---------- | ---------- |
| Angie Paul | Női egyes   | 52,534   | 20.      | 52,254   | 19.      | 51,870   | 20.      | 51,808   | 22.      | 3:28,466   | 19.        |